# Carretera de Nebraska 68
La Carretera de Nebraska 68, y abreviada NE 68 (en inglés: Nebraska Highway 68) es una carretera estatal estadounidense ubicada en el estado de Nebraska. La carretera inicia en el Oeste desde la NE 2  sur de Ravenna hacia el Este en la NE 58  en Rockville. La carretera tiene una longitud de 18,2 km (11.34 mi).

## Mantenimiento
Al igual que las autopistas interestatales, y las rutas federales y el resto de carreteras estatales, la Carretera de Nebraska 68 es administrada y mantenida por el Departamento de Carreteras de Nebraska por sus siglas en inglés NDOR.